# Intelsat 10-02
O Intelsat 10-02 (também conhecido por IS-10-02, ou Intelsat 1002, IS-1002, Intelsat Alpha-2, Intelsat X-02 e Thor 10-02), é um satélite de comunicação geoestacionário construído pela EADS Astrium. Ele está localizado na posição orbital de 1 graus de longitude oeste e é operado pela Intelsat. O satélite foi baseado na plataforma Eurostar-3000 e sua vida útil estimada é de 13 anos.

## História
O Intelsat 10-02 faz parte da série Intelsat 10. Esta série de satélites foi programada para ter os dois maiores e mais poderosos satélites já adquiridos pela Intelsat, o operador de satélites de telecomunicações internacional, ambos seriam construídos pela Astrium e projetados para fornecer vários serviços de comunicação, incluindo os serviços de dados e de telefonia fixa, transmissão e captação de notícias para cobrir todo o continente americano, assim como a Europa Ocidental. Ambos os satélites teria uma massa de lançamento de cerca de 5.500 kg e uma potência de carga de cerca de 8 kW, mas seriam configurados para diferentes missões.
Entretanto, o outro satélite, o Intelsat 10-01, que estava programado para ser lançado no segundo trimestre de 2003, por meio de um veículo Zenit-3SL, acabou sendo cancelado em novembro de 2002, porque a sua entrega foi adiada por mais de 240 dias. Ele estava planejado para ser colocado na posição orbital de 310 graus de longitude lesta para fornecer 23 transponders em banda Ku e 56 em banda C. Ele também teria uma vida útil de 13 anos.
A Telenor usa metade da capacidade de banda Ku do satélite Intelsat 10-02, que é comercializada sob a denominação Thor 10-02.

## Lançamento
O satélite foi lançado com sucesso ao espaço no dia 16 de junho de 2004, às 22:27:00 UTC, por meio de um veículo Proton-M/Briz-M a partir do Cosmódromo de Baikonur, no Cazaquistão. Ele tinha uma massa de lançamento de 5.576 kg.

## Capacidade e cobertura
O Intelsat 10-02 é equipado com 70 transponders em Banda C (45 ativos) e 36 em Banda Ku (16 ativos) para oferecer televisão, dados e outros serviços de telecomunicações para a Europa, África e Oriente Médio.